# John Kinninmonth
John Kinninmonth (auch Kynninmond oder de Kinimund; † zwischen März 1324 und 15. Oktober 1327) war ein schottischer Geistlicher. Ab 1298 war er Bischof von Brechin.
John Kinninmonth entstammte einer adligen Familie aus Fife, die das Erbamt des Verwalters des Kathedralpriorats von Brechin innehatte und auch eng mit dem Bistum St Andrews verbunden war. Er wird als Magister bezeichnet, doch an welcher Universität er einen Abschluss erworben hat, ist unbekannt. Als Geistlicher wurde er Archidiakon von Brechin. Nach dem Tod von Bischof Nicholas wurde er 1298 vom Kathedralkapitel von Brechin zum Bischof gewählt. Zu dieser Zeit befanden sich weite Teile von Schottlands in offener Rebellion gegen die englische Besatzung, und Kinninmonth galt als Unterstützer der Guardians, die den Widerstand gegen die Engländer anführten. Da die schottischen Bistümer direkt der Kurie unterstellt waren, reiste er zusammen mit Vertretern des Kathedralkapitels nach Rom, um seine Wahl vom Papst bestätigten zu lassen. Papst Bonifatius VIII. bestätigte die Wahl, worauf Kinninmonth vor dem 1. Juni 1298 von Kardinal Matteo d’Acquasparta zum Bischof geweiht wurde. Angesichts der englischen Überlegenheit ergaben sich bis 1304 fast alle schottischen Magnaten dem englischen König Eduard I. Kinninmonth war am 5. April 1304 in St Andrews und hatte sich offensichtlich dem englischen König unterworfen, denn dieser ordnete am 31. März 1305 eine Entschädigungszahlung an Kinninmonth an, da während des Krieges in seinem Bistum Kirchendächer aus Blei für militärische Zwecke beschlagnahmt und abgedeckt worden waren. Als der schottische Magnat Robert Bruce sich aber im März 1306 zum schottischen König erklärte und somit die Rebellion gegen die Engländer fortführte, unterstützte ihn Kinninmonth. Vermutlich gehörte er zu den Bischöfen, die im März 1309 in St Andrews an dem ersten schottischen Parlament teilnahmen, das Robert Bruce als König abhielt. Am 9. Juli 1321 nahm er an einem weiteren Parlament teil. Am 10. Juli 1321 gewährte ihm König Robert I. das Recht, sonntags einen Wochenmarkt in Brechin abzuhalten. Wann Kinninmonth starb, ist ungeklärt. Er wird zuletzt im März 1324 erwähnt. Bei der Besiegelung des Vertrags von Holyrood am 17. März 1328 war er nicht anwesend, und im Oktober 1328 wurde sein Nachfolger ernannt.